# Scinax kennedyi
La ranita de Kennedy (Scinax kennedyi) es una especie de anfibios de la familia Hylidae.
Habita en Colombia y Venezuela.
Sus hábitats naturales incluyen sabanas secas, praderas a baja altitud, praderas parcialmente inundadas, marismas de agua dulce, corrientes intermitentes de agua, manantiales de agua dulce y pastos. Está amenazada de extinción por la destrucción de su hábitat natural.